# Vízi gilisztagőtefélék
A vízi gilisztagőtefélék (Typhlonectidae) a kétéltűek (Amphibia) osztályába és a lábatlan kétéltűek (Gymnophiona) rendjébe tartozó család.
Egyes rendszerek a féreggőtefélék (Caeciliidae) családba sorolják, mint Typhlonectinae alcsalád.

## Elterjedés
Dél-Amerika trópusi területein, édesvizekben honosak.

## Szaporodás
A hímek párzószervvel rendelkeznek, ennek köszönhetően belső megtermékenyítéssel szaporodnak. A lárvák az anya testében kelnek ki a petékből, ahol a méhfal sziksejtjeivel és olajos váladékéval táplálkoznak világra jövetelükig.

## Rendszerezés
A családba az alábbi 5 nem és 14 faj tartozik:
- Atretochoana (Nussbaum& Wilkinson, 1995) –  1 faj
  - Atretochoana eiselti

- Chthonerpeton (Peters, 1880) – 8 faj
  - Chthonerpeton arii
  - Chthonerpeton braestrupi
  - Chthonerpeton exile
  - Chthonerpeton indistinctum
  - Chthonerpeton noctinectes
  - Chthonerpeton onorei
  - Chthonerpeton perissodus
  - Chthonerpeton viviparum

- Nectocaecilia (Taylor, 1968) – 1 faj
  - Nectocaecilia petersii

- Potomotyphlus (Taylor, 1968) – 1 faj
  - Potomotyphlus kaupii

- Typhlonectes (Peters, 1880) – 3 faj
  - brazil vízi gilisztagőte (Typhlonectes compressicauda))
  - Typhlonectes cunhai
  - közönséges vízi gilisztagőte Typhlonectes natans